# 윈 바리아시옹
윈 바리아시옹(ウインバリアシオン, Win Variation, 2008년 4월 10일 ~ )은 일본의 경주마, 종모마다. 2010년 6월 17일부터 2015년 5월 6일까지 경주마로 활동했으며, 경주마 은퇴 이후로는 종모마로 생활하고 있다.

## 경주 성적
| 날짜 | 경마장 | 경기명 | 등급 | 트랙 | 배당 (인기 순위) | 순위 | 시간 | 기수 | 우승마 (2위마) |
| ---- | ------ | ------ | ---- | ---- | ---------------- | ---- | ---- | ---- | -------------- |

## 창작물
- 윈 바리아시옹은 말인간 미소녀로 모에화되어 《우마무스메 프리티 더비》에도 등장한다.